# Imaginary Cities
Imaginary Cities sind ein kanadisches Indie-Soul-Duo aus Winnipeg.

## Geschichte
Sängerin Marti Sarbit und Multiinstrumentalist Rusty Matyas trafen sich 2009 im The Cavern, einem Club in Winnipeg, in dem Marti Sarbit mit ihrer Motowncoverband einen Auftritt spielte. Rusty Matyas, der unter anderem als Livegitarrist mit der kanadischen Band The Weakerthans unterwegs ist, war an diesem Abend als Livemischer für die Band zuständig. Von dem Moment schlossen sich unter dem Namen Imaginary Cities zusammen. Sie produzierten noch 2010 ihr Debütalbum Temporary Resident. Die Single Hummingbird war der Vorbote des Albums und erreichte die Spitze der Kanadischen College Charts.
Es folgte eine Tour durch Kanada. Das Hamburger Indie-Label Grand Hotel van Cleef wurde Ende 2010 auf das Duo aufmerksam. Ende Januar bis Mitte Februar war die Band auf Tour durch Europa. Das Album 'Temporary Resident' wurde Ende Januar in Kanada und am 25. März 2011 in Deutschland, Österreich und der Schweiz veröffentlicht.
Auf der Special-Version des Albums Thees Uhlmann von Thees Uhlmann befindet sich eine englische Version des Songs Zum Laichen und Sterben ziehen die Lachse den Fluss hinauf, bei dem Sängerin Marti Sarbit als Duettpartnerin von Thees Uhlmann singt. Außerdem befindet sich dort eine Coverversion des Songs Hummingbird, gesungen und gespielt von Thees Uhlmann und Simon Frontzek. Die beiden Songs sind auch ein Teil der 7"-Single To Mate & To Die Salmons Swims Upstream, die bereits im Zuge der Thees Uhlmann - Kanada Tour im Juli 2011 veröffentlicht wurde und zur Plattenladenwoche 2011 in Deutschland vertrieben wird. Imaginary Cities waren im Oktober 2011 gemeinsam mit Thees Uhlmann auf Tour.
Im Juli 2016 verkündete das Duett, seine Aktivitäten zugunsten weiterer Projekte vorerst auf Eis zu legen. Zum Abschied veröffentlichten sie mit der EP Leftovers bislang unveröffentlichtes Material aus den Aufzeichnungen zum vorherigen Album Fall of Romance.

## Diskografie

### Studioalben
- 2011: Temporary Resident
- 2013: Fall of Romance

### EPs
- 2016: Leftovers

### Singles
- 2011: Hummingbird